# مالاویچه گورنه
مالاویچه گورنه (به لاتین: Malawicze Górne) یک روستا در لهستان است که در گمینا سوکووکا واقع شده‌است. مالاویچه گورنه ۷۰ نفر جمعیت دارد.